# Phytomyza ravasternopleuralis
Phytomyza ravasternopleuralis är en tvåvingeart som beskrevs av Mitsuhiro Sasakawa 1955. Phytomyza ravasternopleuralis ingår i släktet Phytomyza och familjen minerarflugor. Inga underarter finns listade i Catalogue of Life.